# 1687
1687 (MDCLXXXVII) a fost un an obișnuit al calendarului gregorian, care a început într-o zi de luni.

## Arte, științe, literatură și filozofie
- Legea gravitației. Este enunțată de Isaac Newton.

## Nașteri
- 16 martie: Sofia Dorothea de Hanovra, regină a Prusiei, fiica lui George I al Marii Britanii (d. 1757)
- 14 august: Johan Willem Friso, Prinț de Orania (d. 1711)

## Decese
- 20 martie: Magdalene Sybille de Brandenburg-Bayreuth, 74 ani, Electoare de Saxonia (n. 1612)
- 22 martie: Jean-Baptiste Lully (n. Giovanni Battista Lulli), 54 ani, compozitor francez de origine italiană (n. 1632)
- 25 aprilie: Ioan Căianu, 58 ani, primul autor atestat de muzică cultă din Transilvania (n. 1629)
- 24 octombrie: Maria Eufrosina de Zweibrücken, 62 ani, sora regelui Carol al X-lea al Suediei (n. 1625)